# اولاش‌لی
اولاش‌لی (ترکی آذربایجانی: Ulaşlı) یک منطقهٔ مسکونی در جمهوری آرتساخ است که در استان کاشاتاق واقع شده‌است.